# Episparis agnesae
Episparis agnesae är en fjärilsart som beskrevs av Jean Pelletier 1982. Episparis agnesae ingår i släktet Episparis och familjen nattflyn. Inga underarter finns listade i Catalogue of Life.